# لبنان (بنسلفانيا)
لبنان (بالإنجليزية: Lebanon, Pennsylvania)‏ هي مدينة تقع في مقاطعة لبنان (بنسلفانيا) بولاية بنسلفانيا في الولايات المتحدة. تبلغ مساحة هذه المدينة 10.9 (كم²)، بلغ عدد سكانها 25477 نسمة في عام 2010 حسب إحصاء مكتب تعداد الولايات المتحدة.

## أعلام
- بيتي هارت
- وليم بومونت
- سام باوي
- جاكوب جي. فرنسيس
- نيلسون غريني
- ديريك فيشر
- كالفين هنري كوفمان
- جون نورتن
- إد ميلر

## وصلات خارجية
- http://www.lebanonpa.org
- The US50 - Cities and Towns in Pennsylvania State